# 剎那·F·塞耶
剎那·F·塞耶，本名索兰·易卜拉欣（سوران إبراهيم）是日本日昇动画制作的动漫系列《机动战士高达00》中登场的一名虚构角色，同时也是系列作品的主角之一。在作品中，刹那是武装组织“天上人”（Celestial Being）的一名成员，该组织旨在通过革命性的机动兵器高达进行积极的武装干预，希望以此终结所有战争。作为高达驾驶员之一，在整个系列故事中，刹那都在不停回忆起其早年在中东经历的战争创伤，并希望找到另一种结束冲突的方式。他还出现在系列续作电影《劇場版 機動戰士GUNDAM00 -A wakening of the Trailblazer-》以及与机动战士高达系列相关的电子游戏或者漫画作品中。
刹那被设定为一名库尔德穆斯林，是因为导演水島精二想要探索中东人民所处的境况，这种境况迫使他们参与战争。他的设定也旨在与之前的高达系列作品中的角色形成对比，使之更难以让观众产生共鸣。刹那在日本是一个很受欢迎的角色，角色的日语配音演员宫野真守凭借该角色获得过奖项，并且在高达粉丝群中，在各种投票中名列前茅。然而，英语媒体对刹那这一角色的评价褒贬不一，批评主要指向这一角色沉默寡言的性格，但同时也赞扬他在整个系列故事中的成长。

## 角色塑造
将剎那·F·塞耶设定为库尔德人是日昇动画有意为之，此举是为了批判日本社会对宗教的冷漠。导演水島精二认为这个问题在很长一段时间内都不会得到解决，因此希望通过这一人物设定让观众近距离了解中东战争的现实。水岛精二的目标是让观众理解刹那生活在战争条件下的感受。在性格方面，水岛精二希望《机动战士高达00》的主角无法令观众产生共鸣，这一做法是为了与之前的《高达》系列主角形成对比，并因此吸引年轻观众。尽管他觉得刹那自身的过去很难以让观众理解，但这可能会使角色更具有吸引力。但纵是如此，制作团队还是希望能创造一个可以令观众产生共鸣的形象。因此在故事的后期，量子系统的概念被引入，以传达刹那希望通过沟通而非暴力来结束战争的愿望。这一理念在电影《劇場版 機動戰士GUNDAM00 -A wakening of the Trailblazer-》中再次得到了探讨，电影剧情也被设计成除了刹那外没有人能够真正结束冲突。

## 出场

### 电视动画以及电影
刹那·F·塞耶是动画《机动战士高达00》的主角之一。他在16岁时被天上人组织发掘，因其作为驾驶员的特殊潜力而被选中成为高达驾驶员。他专门驾驶擅长近身战的能天使高达参与天上人组织的活动。该组织旨在通过革命性的机动兵器高达主动对全世界各地的纷争进行武装介入，以期彻底消除军事冲突。刹那的真名是索兰·易卜拉欣，“刹那·F·塞耶”只是他的行动代号。他曾是饱受战争蹂躏的库尔吉斯共和国的少年兵，也是阿里·亞爾·沙瑟斯创建的一支全部由少年兵组成的自杀式突击队中唯一的幸存者。在作为少年兵期间，刹那曾在阿里·亞爾·沙瑟斯的影响下，为了证明对神的忠诚而亲手杀害了自己的父母，因此对沙瑟斯怀有深深的仇恨。由于以往受到过宗教洗脑并从中觉醒，刹那一直声称自己不再相信神，但仍在探讨神在人们生活中的角色，这表明他或许希望相信神。在整个故事中，刹那大多表现得比较冷静，甚至对潜在的爱情对象，如瑪莉娜·伊士麥公主也表现得漠不关心。
在动画第一季的结尾，天上人组织成为联合国军队的目标，而刹那·F·塞耶则在与葛拉漢·耶卡的战斗中失踪。四年后，刹那在能天使严重受损后重新加入天上人组织，成为00高達的驾驶员。在与变革者的战斗中，刹那与他的以前的邻居沙慈·克洛斯羅德联手，后者在不情愿下驾驶着0 Raiser与00高达合体成为00 Raiser。在战斗中，刹那遇到了曾在其还是个少年时被救过一命的变革者的领袖里朋斯·阿爾馬克。由于长期暴露在00高达所释放的GN粒子中，刹那经历了变革，成为第一个真正的純種變革者，拥有远超里朋斯及其团队的能力。刹那最终成功地击败了变革者，并继续与天上人并肩作战。
在动画续集电影《劇場版 機動戰士GUNDAM00 -A wakening of the Trailblazer-》中，刹那与天上人同一种一直在攻击人类的外星生命体ELS进行战斗。在尝试分享他自己的意识后，刹那因接收到大量信息而陷入昏迷，导致脑细胞受损。但在梦中见到失去的战友后，刹那设法恢复了意识。之后，刹那驾驶量子型00与ELS取得联系，并同意以自身成为人类的联络人，利用量子型00进行量子化以前往ELS的母星。数十年后，刹那已部分成为ELS一员，并与玛莉娜重逢。

### 其他作品
除了动画连续剧以及电影，刹那·F·塞耶也出现在与《机动战士高达00》相关的印刷媒体中。在一部由电影改编的漫画中，作者将结局描绘成了刹那与玛莉娜的结婚。虽然这一结局并不被视作是故事的正史，但被认为是象征性的，并代表了他们对理想的理解。在前传漫画《机动战士GUNDAM00 蓝色记忆》中也探索了刹那的童年故事。刹那还在漫画《机动战士高达00F》中短暂出场。此外，他在电影中的活动也可以在漫画《机动战士高达00i 2314》中看到。
刹那·F·塞耶还出现在与《机动战士高达00》系列相关的电子游戏中，比如NDS平台游戏《机动战士GUNDAM00》和《机动战士GUNDAM00：Gundam Meister》。在高达跨界电子游戏系列中，刹那曾出现在高達無雙系列以及《高达VS》中，并分别在《GUNDAM無雙3》以及《高达 vs 高达 Next》中首次登场。他还在超级机器人大战系列的《第2次超級機器人大戰Z》中首次亮相。此外，他在《異世紀機器人大戰 攜帶版》中与能天使高达以及00 Raiser一起登场。
桥本祥平曾在2018年的舞台改编剧中饰演刹那·F·塞耶。

## 评价

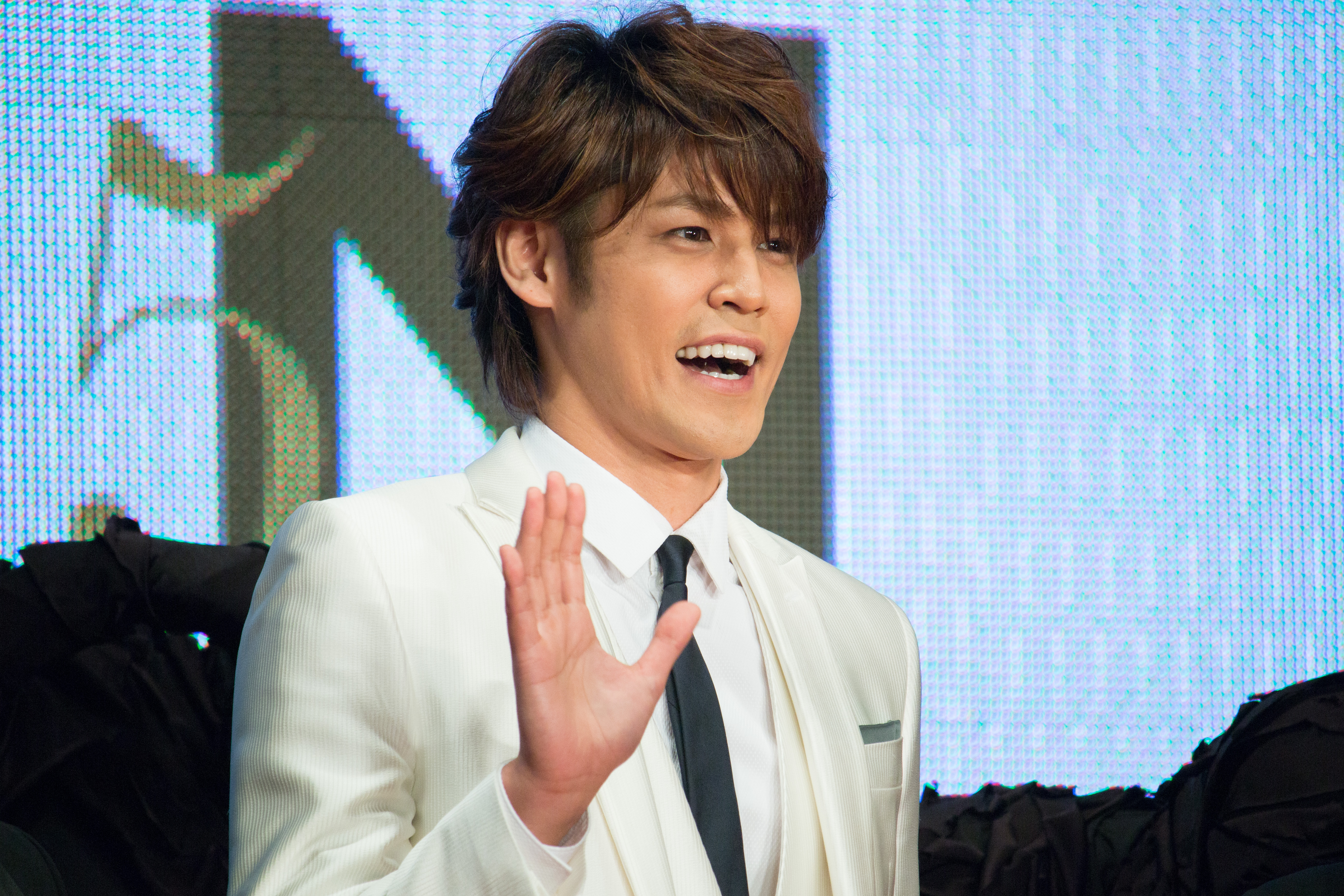
刹那·F·塞耶的日语配音演员宫野真守

刹那·F·塞耶在日本是一个非常受欢迎的角色。在《Newtype》杂志的一项民意调查中，他被评为2000年代以来第20位最受欢迎的男性动漫角。他也曾两次出现在Animage动漫大奖赛的民意调查中，第一次是第29届民意调查中被评为第二受欢迎的男性角色，次年则位列第五。在另一项针对高达系列中出现的所有角色的民意调查中，刹那在所有角色中成为排名第五位的受欢迎角色。在日昇工作室官方网站的另一项调查中，关于粉丝们最想见到哪个角色的提问，刹那排在第六位。在NHK的民意调查中，他被评为高达系列角色中的第六名。在2008年的东京国际动画博览会上，刹那的日语配音演员宫野真守获得了“最佳配音演员”奖。然而IGN的拉姆齐·伊斯勒（Ramsey Isler）对刹那的英语配音演员布拉德·斯瓦尔（Brad Swaile）在剧中的表现持批评态度，在尤其是故事的开头部分。
在海外，刹那·F·塞耶在英语媒体中得到的评价褒贬不一。他经常被拿来与《新机动战记GUNDAMW》中的主人公进行比较，主要是因为这两个角色在故事中都表现得相当内敛。这也因此困扰着狂热娱乐的克里斯·贝弗里奇（Chris Beveridge），因为他发现，尽管刹那的人物特质十分有趣，但是这个整个故事系列似乎是在借鉴以往作品中的元素。罗斯·利弗西奇（Ross Liversidge）批评了刹那的个性，认为剧中的其他角色比他更具吸引力。来自动画新闻网的卡尔·金林格（Carl Kimlinger）也同意利弗西奇的观点，表示很难欣赏这个角色，因为他“非常不讨人喜欢”。
另一方面，刹那·F·塞耶在整个系列故事中的个人成长受到了赞扬。来自DVDTalk的尼克·哈特尔（Nick Hartel）评论了刹那是如何通过自我的进化在动画第一季成为了英雄。卡尔·金林格也有类似的看法，他评论说刹那在故事的发展中变得“更温柔，更有质感”，这使他成为一个更具有同情心的角色。至于刹那在电影中的表现，动画新闻网的马克·松比洛（Mark Sombillo）将他的角色特质与电影中的主角尼歐进行了比较，因为刹那也与尼歐一样试图理解自己的真实目的。然而来自同一网站的迈克尔·图尔（Michael Toole）指出，观众喜欢刹那与菲特·葛瑞斯互动情节，但结果却是得到了“甜腻的浪漫垃圾”。